# Carl Gösta Widell
Carl Gösta Widell, född 19 oktober 1908 i Malmö S:t Pauli församling, död 4 november 1982 i Lidingö församling, Stockholms län, var en svensk ämbetsman.
Widell blev filosofie doktor 1939 på avhandlingen Staten och partiväsendet. Han var byråchef vid Statens livsmedelskommission, sakkunnig i Handelsdepartementet samt generaldirektör och chef för Sjöfartsstyrelsen 1956–1967.